# Nageia wallichiana
Nageia wallichiana är en barrträdart som först beskrevs av Presl, och fick sitt nu gällande namn av Carl Ernst Otto Kuntze. Nageia wallichiana ingår i släktet Nageia och familjen Podocarpaceae. IUCN kategoriserar arten globalt som livskraftig. Inga underarter finns listade i Catalogue of Life.

## Bildgalleri

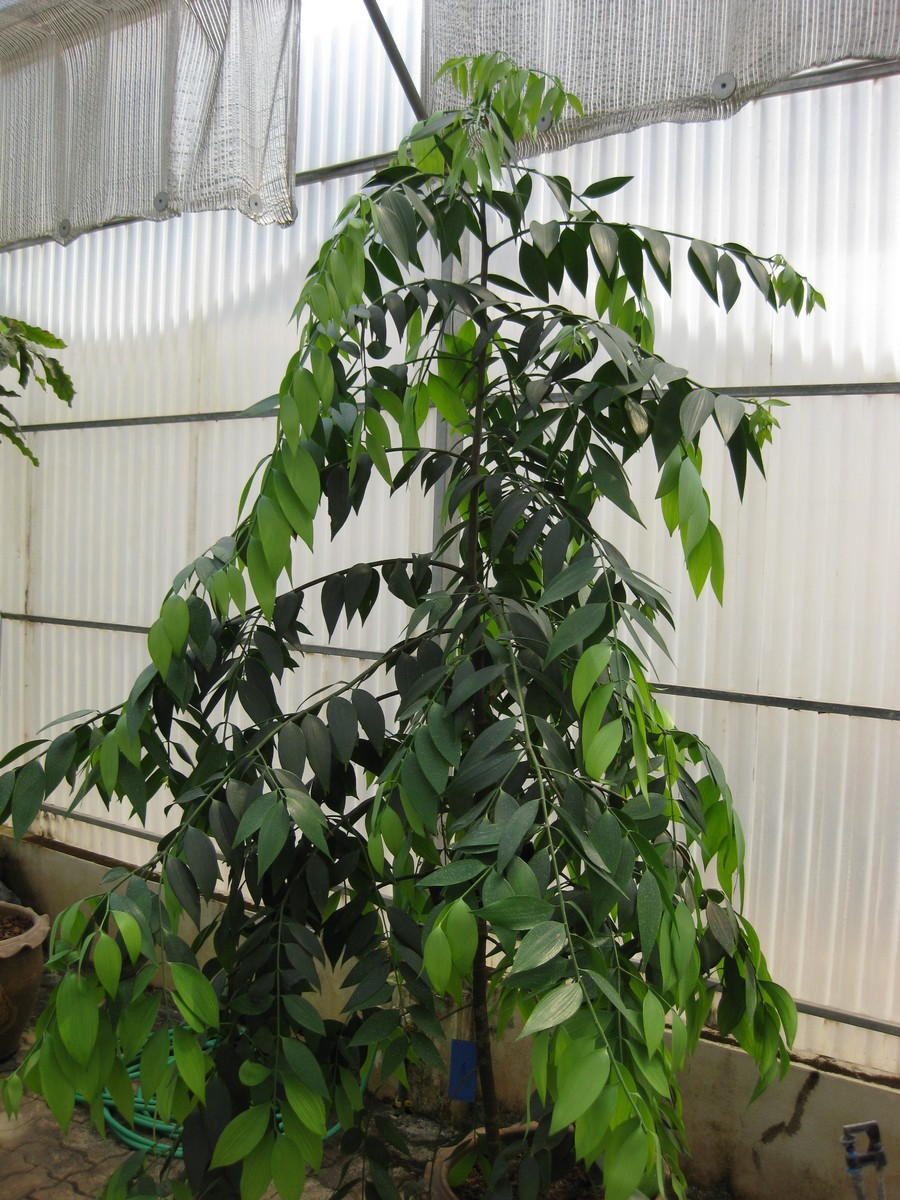
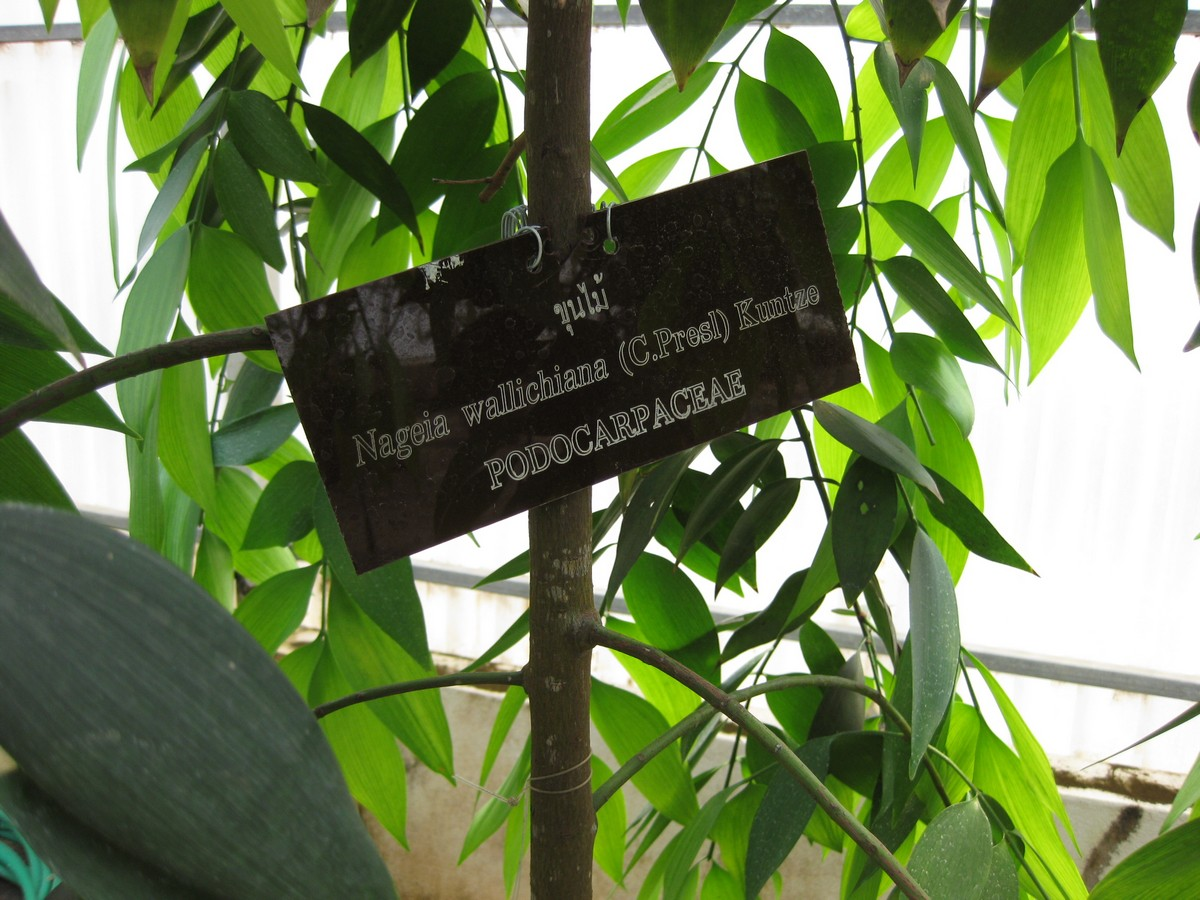
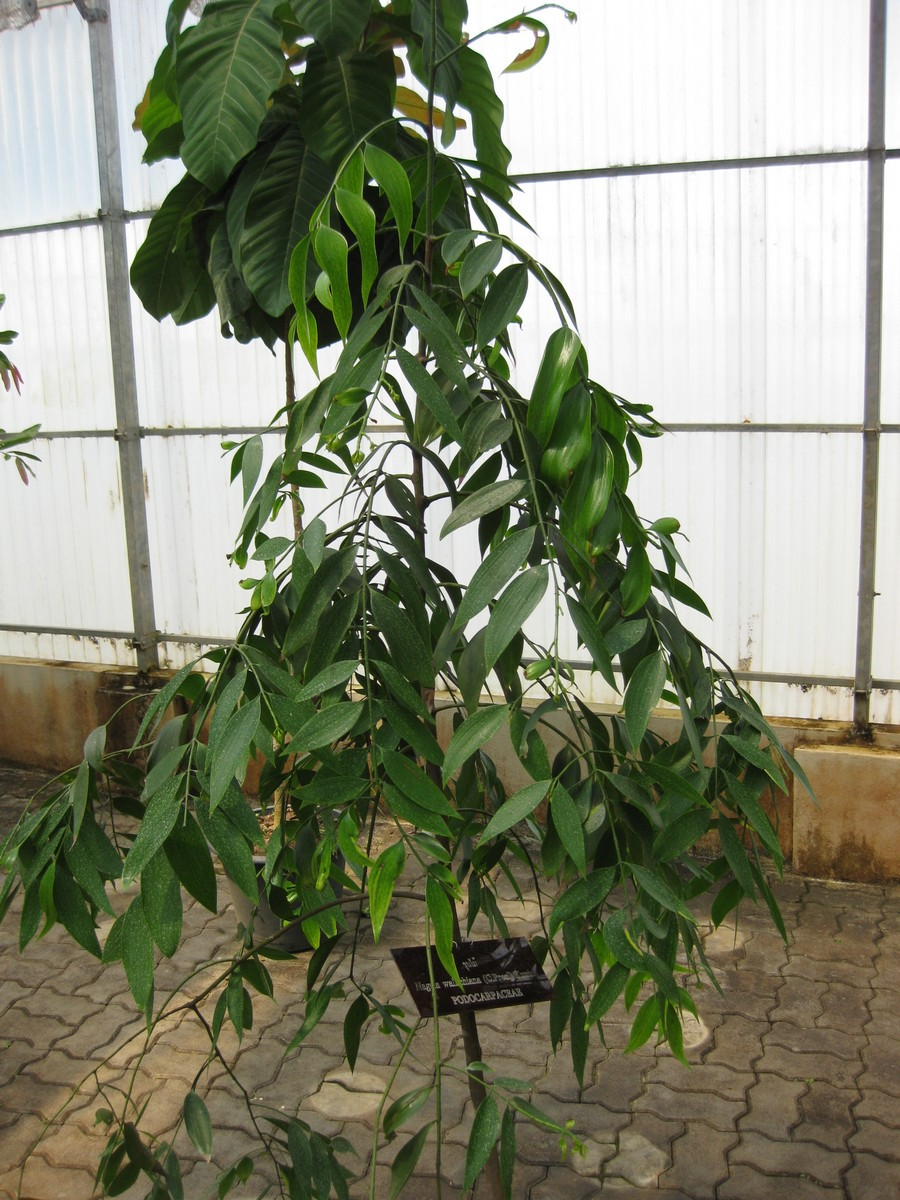
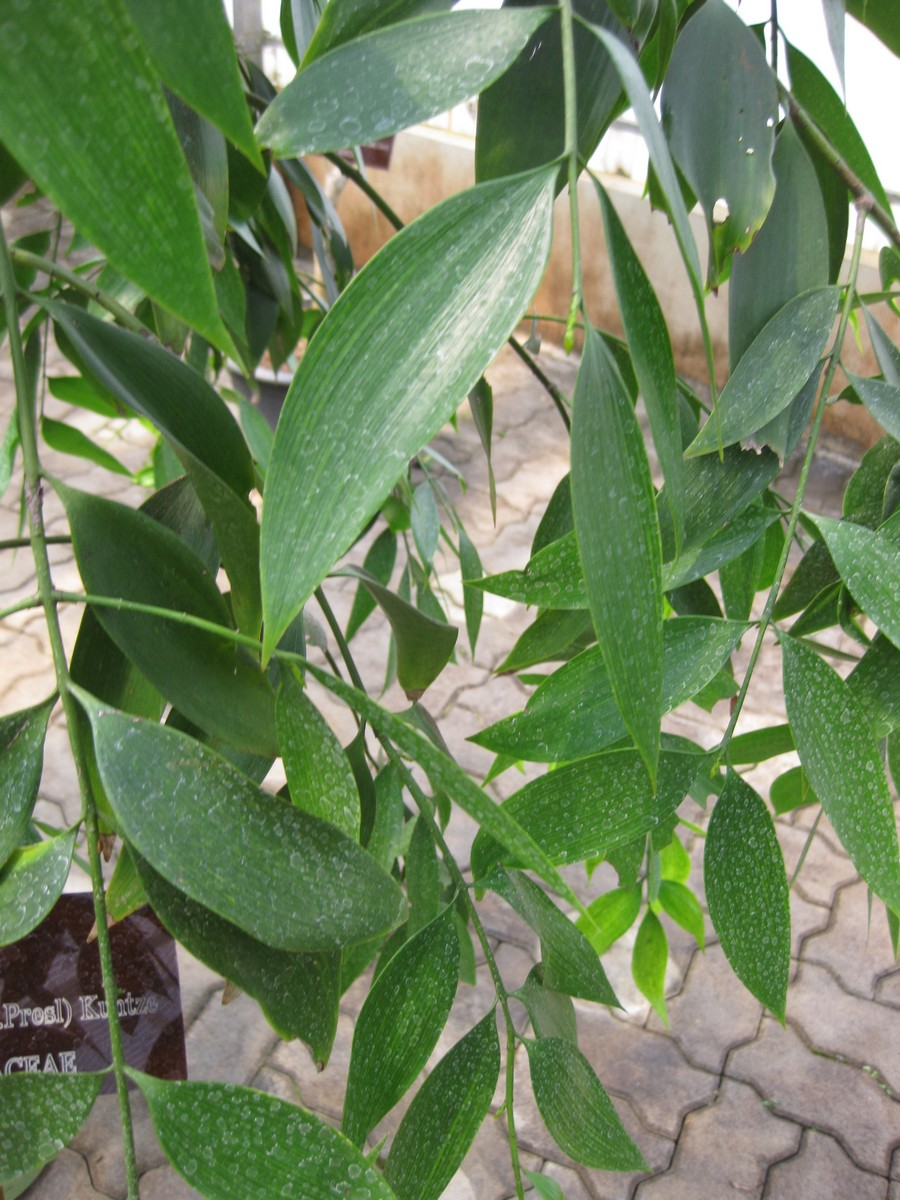
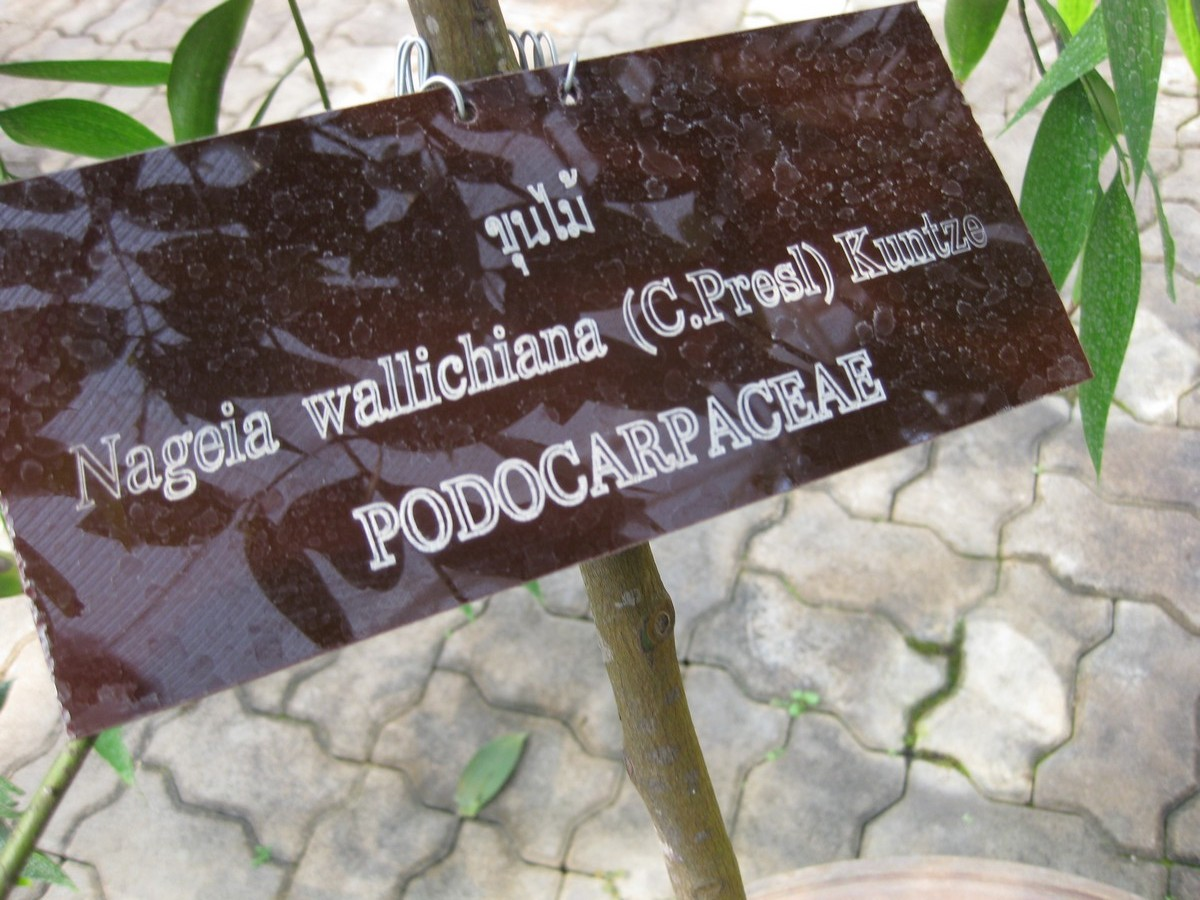